# صمد صمدیان‌پور
سپهبد صمد صمدیانپور (زاده ۱۲۹۸ در خامنه) از نظامیان دوره پهلوی بود و ریاست شهربانی کل کشور را بر عهده داشت.

## تحصیلات
صمدیانپور پس از اخذ دیپلم وارد دانشکده افسری شده و دوره‌های عالی پیاده و گواهینامه دوره کوتاه اطلاعات را گذارد.

## فعالیتهای نظامی
او از سال ۱۳۱۷ وارد خدمت ارتش شد. و با تشکیل ساواک وارد ساواک شد. سپس در سال ۱۳۳۸ با سمت معاون یکم دفتر ویژه گارد شاهنشاهی، از ساواک به گارد رفت. بعد از آن آجودانی کل نیروی زمینی و سپس به شهربانی رفت. ابتدا ریاست اطلاعات شهربانی و در سال ۱۳۴۸ با درجه سرلشکری به عنوان قائم مقام شهربانی کل کشور تعیین و سپس با درجه سپهبدی به ریاست کل شهربانی منصوب گردید.
وی در جریان انقلاب ۱۳۵۷ از ایران خارج و در انگلستان ساکن شد.